# ESPN Baseball Tonight
Az ESPN Baseball Tonight baseball-videójáték, melyet a Park Place Productions és a Stormfront Studios fejlesztett és a Sony Imagesoft jelentetett meg MS-DOS, Super Nintendo Entertainment System, Sega Genesis és Sega CD platformokra.

## Áttekintés
A játékhoz a Major League Baseball licencét megváltották, azonban a Major League Baseball Players Association licencét már nem, így a játékban a csapatok a valós nevükkel és logójukkal szerepelnek, viszont a játékosok már álnéven kaptak helyet.
A projekt vezetőprogramozója Alexander Ehrath és Russel Shanks volt, a játék szimulációs motorját nekik kellett a nulláról megírniuk. A játékban Chris Bermanról készült videófelvételek is láthatóak, a mérkőzéseket Dan Patrick kommentálja.
A Little Caesars pizzalánc közreműködött a játék fejlesztésében, miután marketingszinergiát láttak a baseballrajongók és a pizzaevők között. A pizzalánc nagy promóciót indított a játék megjelenéséhez, amely alatt 4500 éttermében lehetett megvásárolni a játékot, meg lehetett tőlük rendelni az ESPN Best of Sports című videókazettáját, illetve a nyomtatott sajtóban is népszerűsítette a játékot. A Sony Imagesoft marketingigazgatója szerint a Little Caesars „egy új módszert kapott a családok és a 18–34 éves férfiak eléréséhez, egy nem hagyományos, nem tolakodó úton.” A játékban a stadionok falait nagy Little Caesars hírdetések borítják.
Az MS-DOS-változat egyike volt a platform első olyan játékainak, amely kizárólag CD-ROMon jelent meg. A barátságos mérkőzés, a szezon- és a rájátszásmódokon kívül egy hazafutás-versenymód is helyet kapott a játékban.
Az ESPN Baseball Tonight volt az első az ESPN-témájú sportjátéksorozatban. A sorozat következő játéka az ESPN Sunday Night NFL volt.

## Fogadtatás
A játék elsősorban negatív kritikai fogadtatásban részesült. A GamePro szerkesztői a Genesis-változatról írt elemzésükben megjegyezték, hogy „nagyszerű grafikát és hangokat nyújt, azonban a szórakozás terén messze nem hozza ezt a szintet. […] Akár keménymagos baseballrajongó, akár kezdő vagy, akkor is kerüld el ezt a kazettát. Csak frusztrálni fog.”
Bob Strauss az Entertainment Weekly magazinban azt írta, hogy az MS-DOS-verzió kialakítása „eléggé vonzó”, azonban maga a játék a játékosokat az általa valaha látott „leggagyibb baseballszimulációba” pottyantja be, melyben „pixeles, generikus megjelenésű játékosok, kínos, felesleges hangkommentár, digitalizált számítógép által generált és chroma-kulcsolt vagy CSO technológiájú videók és egy olyan statikus kezelőfelület fogadja, amelyhez képest az elő baseball Normandia megszállásának tűnhet.” A játék helyett inkább a HardBall ’95-öt ajánlotta. Egyes kritikusok a játék rendkívül nagy mérete miatt is panaszkodtak. A Library Journal szerkesztői azt írták, hogy „Ennek erősen ajánlunk egy új tárolási algoritmust!”.

## Fordítás
- Ez a szócikk részben vagy egészben  az   ESPN Baseball Tonight című angol Wikipédia-szócikk ezen változatának fordításán alapul.  Az eredeti cikk szerkesztőit annak laptörténete sorolja fel. Ez a jelzés csupán a megfogalmazás eredetét és a szerzői jogokat jelzi, nem szolgál a cikkben szereplő információk forrásmegjelöléseként.